# Hoorn van Afrika

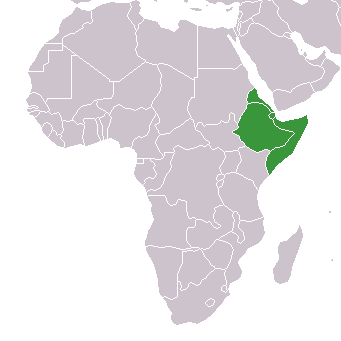
De Hoorn van Afrika

De Hoorn van Afrika (Somalisch: Geeska Afrika, Arabisch: القرن الأفريقي), ook wel het Somalisch schiereiland, is de uiterste oostpunt van het vasteland van Afrika, waar de Rode Zee uitmondt in de Indische Oceaan. De term wordt tevens gebruikt voor het aangrenzende gebied. In dit gebied liggen de staten Ethiopië, Somalië, Eritrea en Djibouti.
| Vlag | Naam     | Hoofdstad   | Oppervlakte   | Taal                         | Religie              | Munteenheid         |
| ---- | -------- | ----------- | ------------- | ---------------------------- | -------------------- | ------------------- |
|      | Djibouti | Djibouti    | 23.200 km²    | Arabisch, Somalisch en Frans | Islam                | Djiboutiaanse frank |
|      | Eritrea  | Asmara      | 117.600 km²   | Arabisch en Tigrinya         | Islam en Christendom | Eritrese nakfa      |
|      | Ethiopië | Addis Abeba | 1.104.300 km² | Amhaars en diverse talen     | Christendom          | Ethiopische birr    |
|      | Somalië  | Mogadishu   | 637.657 km²   | Arabisch en Somalisch        | Islam                | Somalische shilling |

## Talen
Belangrijke talen in deze streek zijn het Somalisch, Amhaars, Tigrinya, Afaan Oromo en Arabisch.

## Geschiedenis

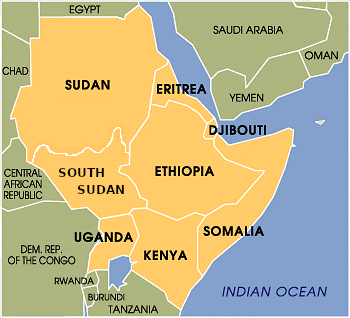
De Hoorn van Afrika

In de loop van de geschiedenis hebben zich in de Hoorn van Afrika verschillende rijken gevormd. Het gebied was mogelijk de locatie waar in de Oudheid een deel van het rijk van de mythische koningin Sheba lag. In de eerste eeuwen van de christelijke jaartelling profiteerde het kustgebied van de overzeese handel tussen het Romeinse Rijk en het zuiden en oosten van Azië. In de Middeleeuwen was er weinig direct contact met Europa, hoewel de handelsroutes niet verdwenen. Het historische koninkrijk Aksum lag in het hedendaagse Ethiopië. Dit rijk heeft monumenten nagelaten zoals de Stela van koning Ezana in Stelae Park.
Het Sultanaat van Mogadishu (fl. 9e - 13e eeuw), ook bekend als het Koninkrijk Magadazo, was een Middeleeuws Somalisch sultanaat in het zuiden van het huidige Somalië. Het groeide uit tot een van de meest vooraanstaande mogendheden in de Hoorn van Afrika onder de heerschappij van Fakhr al-Din voordat het in de 13e eeuw deel ging uitmaken van het machtige en zich uitbreidende Ajuraanse rijk. Het Mogadishu-sultanaat handhaafde een uitgebreid handelsnetwerk, domineerde de regionale goudhandel, sloeg zijn eigen munten en liet een uitgebreide architecturale erfenis na in het zuiden van het huidige Somalië. 
Uiteindelijk werd de Hoorn van Afrika na lange oorlogen door Europese machten veroverd, met uitzondering van Ethiopië. Frankrijk nam bezit van Noordwest-Somalië. Italië van Eritrea, West-Somalië en Zuid- en Centraal-Somalië. De Britten kreeg de controle over Brits-Somaliland. In de jaren 1950 werden deze gebieden onafhankelijk. Na verlost te zijn van Europese strijdkrachten vonden er burgeroorlogen, staatsgrepen en interne conflicten (Mengistu Haile Mariam in het communistische Ethiopië, Siad Barre in het communistische Somalië) plaats in de Hoorn van Afrika. In Somalië woedt sinds de jaren 1990 de Somalische Burgeroorlog tussen verschillende fracties, waaronder de terroristische islamisten van Al-Shabaab. 
In de andere landen in de Hoorn van Afrika gaat het beter. Het de facto onafhankelijke land Somaliland heeft sinds 2008 geen terroristische aanval meer gehad. Het land is democratisch, overwegend veilig en werkt hard om wereldwijd erkend te worden als onafhankelijk land. De burgeroorlog in Djibouti kwam aan een eind in 2001. Sindsdien is het land veilig en groeit de economie er hard - in 2021 met 5,1%. Ethiopië is een van de snelst groeiende economieën wereldwijd met een groei van gemiddeld 9,5% per jaar. Een kolossale dam, genaamd de Grote Renaissancedam is bijna voltooid op het stuk van de Nijl in Ethiopië. Een project zo groot dat het belooft het land op weg te helpen naar industrialisatie en die tientallen miljoenen mensen uit de armoede zal helpen. De Grote Renaissancedam zal zoveel energie produceren dat het genoeg is om alle Ethiopische huishoudens van elektriciteit te voorzien en daarnaast een deel te exporteren naar de buurlanden in de Hoorn van Afrika. Bij de voltooiing van dit project zal dit de grootste dam van Afrika zijn.
In 2011 woedde er een hongersnood in de Hoorn van Afrika vanwege aanhoudende droogte. Ook in 2022 werd het gebied geteisterd door crises: hongersnood door droogte, stijgende voedselprijzen en politieke instabiliteit.